# Europees kampioenschap voetbal mannen onder 17 - 2022 (kwalificatie)
Het kwalificatietoernooi voor het Europees kampioenschap voetbal onder 17 voor mannen was een toernooi dat startte op 23 september en eindigde in de lente van 2022. Dit toernooi bepaald welke 15 landen deelnemen aan het Europees kampioenschap voetbal mannen onder 17 van 2022.
Het toernooi bestaat uit 2 delen. Het eerste deel wordt de kwalificatieronde genoemd en het tweede deel de eliteronde.

## Gekwalificeerde landen
| Land       | Gekwalificeerd als          | Beste prestatie                   |
| ---------- | --------------------------- | --------------------------------- |
| Israël     | Gastland1                   | Groepsfase (2003, 2005)           |
| Nederland  | Eliteronde: winnaar groep 1 | Kampioen (2011, 2012, 2018, 2019) |
| Denemarken | Eliteronde: winnaar groep 2 | Halve finale (2011)               |
| Zweden     | Eliteronde: tweede groep 22 | Halve finale (2013)               |
| Duitsland  | Eliteronde: winnaar groep 3 | Kampioen (2009)                   |
| Schotland  | Eliteronde: tweede groep 32 | Halve finale (2014)               |
| Spanje     | Eliteronde: winnaar groep 4 | Kampioen (2007, 2008, 2017)       |
| België     | Eliteronde: tweede groep 42 | Halve finale (2007, 2015, 2018)   |
| Frankrijk  | Eliteronde: winnaar groep 5 | Kampioen (2004, 2015)             |
| Luxemburg  | Eliteronde: tweede groep 52 | Groepsfase (2006)                 |
| Italië     | Eliteronde: winnaar groep 6 | Halve finale (2003, 2018, 2019)   |
| Turkije    | Eliteronde: tweede groep 62 | Kampioen (2005)                   |
| Servië     | Eliteronde: winnaar groep 7 | Kwartfinale (2002)                |
| Turkije    | Eliteronde: tweede groep 72 | Kampioen (2005)                   |
| Portugal   | Eliteronde: winnaar groep 8 | Kampioen (2003, 2016)             |
| Bulgarije  | Eliteronde: tweede groep 82 | Groepsfase (2015)                 |

1 Het gastland hoeft geen kwalificatiewedstrijden te spelen, het is automatisch gekwalificeerd.

2 Niet alle landen die tweede eindigen zullen zich kwalificeren. De beste 7 landen kwalificeren zich.

## Loting kwalificatieronde
De loting voor de kwalificatieronde werd gehouden op 9 december 2020 om 10:00 (UTC+1) op het UEFA-hoofdkantoor in Nyon, Zwitserland.
De landen werden verdeeld op basis van de coëfficiënten. De ranking werd berekend door te kijken naar de resultaten van de vorige toernooien:

- Europees kampioenschap voetbal mannen onder 17 van 2016 en kwalificatie.
- Europees kampioenschap voetbal mannen onder 17 van 2017 en kwalificatie.
- Europees kampioenschap voetbal mannen onder 17 van 2018 en kwalificatie.
- Europees kampioenschap voetbal mannen onder 17 van 2019 en kwalificatie.

Uit iedere pot werd 1 land getrokken. Om politieke redenen mochten Servië en Kosovo, Bosnië en Herzegovina en Kosovo en Azerbeidjzaan en Armenië niet bij elkaar in de groep terecht komen.
| Team   | Coëfficiënt | ranking |
| ------ | ----------- | ------- |
| Israël | 11.167      | —       |

| Team      | Coëfficiënt | ranking |
| --------- | ----------- | ------- |
| Nederland | 28.556      | 1       |
| Spanje    | 27.444      | 2       |

| Team                  | Coëfficiënt | ranking |
| --------------------- | ----------- | ------- |
| Engeland              | 23.056      | 3       |
| Italië                | 22.667      | 4       |
| Portugal              | 20.722      | 5       |
| Duitsland             | 19.833      | 6       |
| Frankrijk             | 18.944      | 7       |
| België                | 18.556      | 8       |
| Ierland               | 16.833      | 9       |
| Zweden                | 15.278      | 10      |
| Hongarije             | 14.389      | 11      |
| Oostenrijk            | 13.556      | 12      |
| Servië                | 13.278      | 13      |
| Turkije               | 12.667      | 14      |
| Bosnië en Herzegovina | 12.333      | 15      |

| Team        | Coëfficiënt | ranking |
| ----------- | ----------- | ------- |
| Schotland   | 12.000      | 16      |
| Oekraïne    | 11.889      | 17      |
| Tsjechië    | 11.722      | 18      |
| Zwitserland | 11.111      | 19      |
| Denemarken  | 11.000      | 20      |
| Noorwegen   | 10.722      | 21      |
| Rusland     | 10.667      | 22      |
| Griekenland | 10.222      | 23      |
| Slovenië    | 10.111      | 24      |
| Polen       | 10.000      | 25      |
| Kroatië     | 9.833       | 26      |
| Slowakije   | 9.333       | 27      |
| IJsland     | 8.167       | 28      |

| Team            | Coëfficiënt | ranking |
| --------------- | ----------- | ------- |
| Finland         | 7.833       | 29      |
| Cyprus          | 6.167       | 30      |
| Wit-Rusland     | 5.500       | 31      |
| Roemenië        | 5.333       | 32      |
| Azerbeidzjan    | 5.333       | 33      |
| Noord-Macedonië | 4.833       | 34      |
| Montenegro      | 4.667       | 35      |
| Wales           | 4.500       | 36      |
| Georgië         | 4.333       | 37      |
| Noord-Ierland   | 4.167       | 38      |
| Bulgarije       | 4.000       | 39      |
| Letland         | 3.000       | 40      |
| Faeröer         | 2.889       | 41      |

| Team          | Coëfficiënt | ranking |
| ------------- | ----------- | ------- |
| Litouwen      | 2.667       | 42      |
| Albanië       | 2.333       | 43      |
| Estland       | 2.333       | 44      |
| Armenië       | 2.000       | 45      |
| Kazachstan    | 2.000       | 46      |
| Kosovo        | 2.000       | 47      |
| Andorra       | 1.333       | 48      |
| Liechtenstein | 1.000       | 49      |
| Moldavië      | 0.667       | 50      |
| Luxemburg     | 0.667       | 51      |
| San Marino    | 0.333       | 52      |
| Malta         | 0.000       | 53      |
| Gibraltar     | 0.000       | 54      |

## Kwalificatieronde

### Groep 1
De wedstrijden werden gespeeld tussen 6 en 12 oktober in Malta.
| Pos | Team       | Wed | W | G | V | Ptn | DV | DT | +/− | Kwalificatie                  |   | TUR | DEN | MNE | MLT |
| --- | ---------- | --- | - | - | - | --- | -- | -- | --- | ----------------------------- | - | --- | --- | --- | --- |
| 1   | Turkije    | 3   | 2 | 1 | 0 | 7   | 10 | 4  | +6  | Geplaatst voor de eliteronde. |   | —   | 3–3 | 1–0 | 6–1 |
| 2   | Denemarken | 3   | 2 | 1 | 0 | 7   | 10 | 4  | +6  | Geplaatst voor de eliteronde. |   | —   | —   | 2–2 | 5–1 |
| 3   | Montenegro | 3   | 1 | 0 | 2 | 3   | 3  | 3  | 0   |                               |   | —   | —   | —   | 3–0 |
| 4   | Malta      | 3   | 0 | 0 | 3 | 0   | 2  | 14 | −12 |                               | — | —   | —   | —   |     |

### Groep 2
De wedstrijden werden gespeeld tussen 23 oktober en 23 november 2021 in Letland.
| Pos | Team     | Wed | W | G | V | Ptn | DV | DT | +/− | Kwalificatie                  |  | CZE | SWE | LAT | LTU |
| --- | -------- | --- | - | - | - | --- | -- | -- | --- | ----------------------------- |  | --- | --- | --- | --- |
| 1   | Tsjechië | 3   | 2 | 1 | 0 | 7   | 7  | 2  | +5  | Geplaatst voor de eliteronde. |  | —   | 2–2 | 1–0 | 4–0 |
| 2   | Zweden   | 3   | 1 | 2 | 0 | 5   | 12 | 4  | +8  | Geplaatst voor de eliteronde. |  | —   | —   | 2–2 | 8–0 |
| 3   | Letland  | 3   | 1 | 1 | 1 | 4   | 6  | 4  | +2  | Geplaatst voor de eliteronde. |  | —   | —   | —   | 4–1 |
| 4   | Litouwen | 3   | 0 | 0 | 3 | 0   | 1  | 16 | −15 |                               |  | —   | —   | —   | —   |

### Groep 3
De wedstrijden worden gespeeld tussen 6 en 12 oktober in België. Alle wedstrijden van Azerbeidzjan werden omgezet in een 3–0 overwinning voor de tegenpartij.
| Pos | Team         | Wed | W | G | V | Ptn | DV | DT | +/− | Kwalificatie                  |   | LUX | BEL | NOR | AZE |
| --- | ------------ | --- | - | - | - | --- | -- | -- | --- | ----------------------------- | - | --- | --- | --- | --- |
| 1   | Luxemburg    | 3   | 2 | 1 | 0 | 7   | 6  | 2  | +4  | Geplaatst voor de eliteronde. |   | —   | 1–0 | 2–2 | 3–0 |
| 2   | België       | 3   | 2 | 0 | 1 | 6   | 5  | 1  | +4  | Geplaatst voor de eliteronde. |   | —   | —   | 2–0 | 3–0 |
| 3   | Noorwegen    | 3   | 1 | 1 | 1 | 4   | 5  | 4  | +1  |                               |   | —   | —   | —   | 3–0 |
| 4   | Azerbeidzjan | 3   | 0 | 0 | 3 | 0   | 0  | 9  | −9  |                               | — | —   | —   | —   |     |

### Groep 4
De wedstrijden worden gespeeld tussen 22 en 28 oktober in Hongarije.
| Pos | Team      | Wed | W | G | V | Ptn | DV | DT | +/− | Kwalificatie                  |  | EST | GEO | HUN | ISL |
| --- | --------- | --- | - | - | - | --- | -- | -- | --- | ----------------------------- |  | --- | --- | --- | --- |
| 1   | Estland   | 3   | 2 | 0 | 1 | 6   | 3  | 4  | −1  | Geplaatst voor de eliteronde. |  | —   | 1–0 | 3–0 | 2–1 |
| 2   | Georgië   | 3   | 1 | 1 | 1 | 4   | 2  | 2  | 0   | Geplaatst voor de eliteronde. |  | —   | —   | 1–0 | 1–1 |
| 3   | Hongarije | 3   | 1 | 1 | 1 | 4   | 3  | 1  | +2  | Geplaatst voor de eliteronde. |  | —   | —   | —   | 0–0 |
| 4   | IJsland   | 3   | 0 | 2 | 1 | 2   | 2  | 3  | −1  |                               |  | —   | —   | —   | —   |

### Groep 5
De wedstrijden worden gespeeld tussen 7 en 13 oktober in Ierland.
| Pos | Team            | Wed | W | G | V | Ptn | DV | DT | +/− | Kwalificatie                  |   | IRL | POL | MKD | AND |
| --- | --------------- | --- | - | - | - | --- | -- | -- | --- | ----------------------------- | - | --- | --- | --- | --- |
| 1   | Ierland         | 3   | 2 | 1 | 0 | 7   | 9  | 2  | +7  | Geplaatst voor de eliteronde. |   | —   | 2–2 | 2–0 | 5–0 |
| 2   | Polen           | 3   | 1 | 2 | 0 | 5   | 3  | 2  | +1  | Geplaatst voor de eliteronde. |   | —   | —   | 0–0 | 1–0 |
| 3   | Noord-Macedonië | 3   | 1 | 1 | 1 | 4   | 6  | 2  | +4  |                               |   | —   | —   | —   | 6–0 |
| 4   | Andorra         | 3   | 0 | 0 | 3 | 0   | 0  | 12 | −12 |                               | — | —   | —   | —   |     |

### Groep 6
De wedstrijden worden gespeeld tussen 20 en 26 oktober in Roemenië.
| Pos | Team       | Wed | W | G | V | Ptn | DV | DT | +/− | Kwalificatie                  |   | GER | RUS | ROU | SMR  |
| --- | ---------- | --- | - | - | - | --- | -- | -- | --- | ----------------------------- | - | --- | --- | --- | ---- |
| 1   | Duitsland  | 3   | 3 | 0 | 0 | 9   | 18 | 1  | +17 | Geplaatst voor de eliteronde. |   | —   | 2–1 | 5–0 | 11–0 |
| 2   | Rusland    | 3   | 2 | 0 | 1 | 6   | 9  | 3  | +6  | Geplaatst voor de eliteronde. |   | —   | —   | 2–0 | 6–1  |
| 3   | Roemenië   | 3   | 1 | 0 | 2 | 3   | 5  | 7  | −2  |                               |   | —   | —   | —   | 5–0  |
| 4   | San Marino | 3   | 0 | 0 | 3 | 0   | 1  | 22 | −21 |                               | — | —   | —   | —   |      |

### Groep 7
De wedstrijden worden gespeeld tussen 7 en 13 oktober in Finland.
| Pos | Team                  | Wed | W | G | V | Ptn | DV | DT | +/− | Kwalificatie                  |  | SUI | FIN | BIH | GIB |
| --- | --------------------- | --- | - | - | - | --- | -- | -- | --- | ----------------------------- |  | --- | --- | --- | --- |
| 1   | Zwitserland           | 3   | 2 | 1 | 0 | 7   | 9  | 1  | +8  | Geplaatst voor de eliteronde. |  | —   | 1–1 | 1–0 | 7–0 |
| 2   | Finland               | 3   | 1 | 2 | 0 | 5   | 6  | 2  | +4  | Geplaatst voor de eliteronde. |  | —   | —   | 1–1 | 4–0 |
| 3   | Bosnië en Herzegovina | 3   | 1 | 1 | 1 | 4   | 7  | 3  | +4  | Geplaatst voor de eliteronde. |  | —   | —   | —   | 6–1 |
| 4   | Gibraltar             | 3   | 0 | 0 | 3 | 0   | 1  | 17 | −16 |                               |  | —   | —   | —   | —   |

### Groep 8
De wedstrijden worden gespeeld tussen 26 oktober en 1 november in Griekenland.
| Pos | Team        | Wed | W | G | V | Ptn | DV | DT | +/− | Kwalificatie                  |   | GRE | FRA | CYP | MDA |
| --- | ----------- | --- | - | - | - | --- | -- | -- | --- | ----------------------------- | - | --- | --- | --- | --- |
| 1   | Griekenland | 3   | 2 | 1 | 0 | 7   | 4  | 0  | +4  | Geplaatst voor de eliteronde. |   | —   | 1–0 | 3–0 | 0–0 |
| 2   | Frankrijk   | 3   | 1 | 1 | 1 | 4   | 4  | 2  | +2  | Geplaatst voor de eliteronde. |   | —   | —   | 1–1 | 3–0 |
| 3   | Cyprus      | 3   | 1 | 1 | 1 | 4   | 2  | 4  | −2  |                               |   | —   | —   | —   | 1–0 |
| 4   | Moldavië    | 3   | 0 | 1 | 2 | 1   | 0  | 4  | −4  |                               | — | —   | —   | —   |     |

### Groep 9
De wedstrijden worden gespeeld tussen 6 en 12 oktober in Oostenrijk.
| Pos | Team       | Wed | W | G | V | Ptn | DV | DT | +/− | Kwalificatie                  |   | SLO | KOS | AUT | FAR |
| --- | ---------- | --- | - | - | - | --- | -- | -- | --- | ----------------------------- | - | --- | --- | --- | --- |
| 1   | Slovenië   | 3   | 3 | 0 | 0 | 9   | 13 | 0  | +13 | Geplaatst voor de eliteronde. |   | —   | 1–0 | 4–0 | 8–0 |
| 2   | Kosovo     | 3   | 2 | 0 | 1 | 6   | 2  | 1  | +1  | Geplaatst voor de eliteronde. |   | −   | —   | 1–0 | 1–0 |
| 3   | Oostenrijk | 3   | 1 | 0 | 2 | 3   | 2  | 5  | −3  |                               |   | —   | —   | —   | 2–0 |
| 4   | Faeröer    | 3   | 0 | 0 | 3 | 0   | 0  | 11 | −11 |                               | — | —   | —   | —   |     |

### Groep 10
De wedstrijden worden gespeeld tussen 21 en 27 oktober in Servië.
| Pos | Team          | Wed | W | G | V | Ptn | DV | DT | +/− | Kwalificatie                  |   | BUL | SRB | CRO | LIE  |
| --- | ------------- | --- | - | - | - | --- | -- | -- | --- | ----------------------------- | - | --- | --- | --- | ---- |
| 1   | Bulgarije     | 3   | 3 | 0 | 0 | 9   | 8  | 0  | +8  | Geplaatst voor de eliteronde. |   | —   | 2–0 | 1–0 | 5–0  |
| 2   | Servië        | 3   | 2 | 0 | 1 | 6   | 12 | 2  | +10 | Geplaatst voor de eliteronde. |   | —   | —   | 1–0 | 11–0 |
| 3   | Kroatië       | 3   | 1 | 0 | 2 | 3   | 3  | 2  | +1  |                               |   | —   | —   | —   | 3–0  |
| 4   | Liechtenstein | 3   | 0 | 0 | 3 | 0   | 0  | 19 | −19 |                               | — | —   | —   | —   |      |

### Groep 11
De wedstrijden worden gespeeld tussen 10 en 16 november in Portugal.
| Pos | Team       | Wed | W | G | V | Ptn | DV | DT | +/− | Kwalificatie                  |  | UKR | POR | WAL | KAZ |
| --- | ---------- | --- | - | - | - | --- | -- | -- | --- | ----------------------------- |  | --- | --- | --- | --- |
| 1   | Oekraïne   | 3   | 2 | 0 | 1 | 6   | 7  | 5  | +2  | Geplaatst voor de eliteronde. |  | —   | 3–2 | 1–3 | 3–0 |
| 2   | Portugal   | 3   | 2 | 0 | 1 | 6   | 9  | 3  | +6  | Geplaatst voor de eliteronde. |  | —   | —   | 2–0 | 5–0 |
| 3   | Wales      | 3   | 1 | 1 | 1 | 4   | 4  | 4  | 0   | Geplaatst voor de eliteronde. |  | —   | —   | —   | 1–1 |
| 4   | Kazachstan | 3   | 0 | 1 | 2 | 1   | 1  | 9  | −8  |                               |  | —   | —   | —   | —   |

### Groep 12
De wedstrijden worden gespeeld tussen 27 oktober en 2 november in Noord-Ierland.
| Pos | Team          | Wed | W | G | V | Ptn | DV | DT | +/− | Kwalificatie                  |   | ITA | SCO | NIR | ALB |
| --- | ------------- | --- | - | - | - | --- | -- | -- | --- | ----------------------------- | - | --- | --- | --- | --- |
| 1   | Italië        | 3   | 3 | 0 | 0 | 9   | 10 | 0  | +10 | Geplaatst voor de eliteronde. |   | —   | 3–0 | 2–0 | 5–0 |
| 2   | Schotland     | 3   | 2 | 0 | 1 | 6   | 6  | 7  | −1  | Geplaatst voor de eliteronde. |   | —   | —   | 3–2 | 3–2 |
| 3   | Noord-Ierland | 3   | 0 | 1 | 2 | 1   | 4  | 7  | −3  |                               |   | —   | —   | —   | 2–2 |
| 4   | Albanië       | 3   | 0 | 1 | 2 | 1   | 4  | 10 | −6  |                               | — | —   | —   | —   |     |

### Groep 13
De wedstrijden worden gespeeld tussen 16 en 22 oktober in Wit-Rusland.
| Pos | Team        | Wed | W | G | V | Ptn | DV | DT | +/− | Kwalificatie                  |   | ENG | SVK | BLR | ARM |
| --- | ----------- | --- | - | - | - | --- | -- | -- | --- | ----------------------------- | - | --- | --- | --- | --- |
| 1   | Engeland    | 3   | 2 | 1 | 0 | 7   | 10 | 2  | +8  | Geplaatst voor de eliteronde. |   | —   | 2–2 | 1–0 | 7–0 |
| 2   | Slowakije   | 3   | 1 | 2 | 0 | 5   | 7  | 2  | +5  | Geplaatst voor de eliteronde. |   | —   | —   | 0–0 | 5–0 |
| 3   | Wit-Rusland | 3   | 1 | 1 | 1 | 4   | 2  | 1  | +1  |                               |   | —   | —   | —   | 2–0 |
| 4   | Armenië     | 3   | 0 | 0 | 3 | 0   | 0  | 14 | −14 |                               | — | —   | —   | —   |     |

## Loting eliteronde
De loting vond plaats in het UEFA-hoofdkantoor in Nyon, Zwitserland.
Bij deze loting zaten Nederland en Spanje automatisch in Pot A. De overige landen worden verdeeld over vier potten waarbij bij de loting uit iedere pot 1 landen getrokken werd 1 land getrokken, die samen een groep van 4 landen vormt. Rusland en Oekraïne mochten niet in dezelfde groep terecht komen. Na de loting zou Rusland worden uitgesloten van deelname door de Russische invasie van Oekraïne.
| Pos | Grp | Team                  | Wed | W | G | V | Ptn | DV | DT | +/− | Seeding |
| --- | --- | --------------------- | --- | - | - | - | --- | -- | -- | --- | ------- |
| 1   | —   | Nederland             | 0   | 0 | 0 | 0 | 0   | 0  | 0  | 0   | Pot A   |
| 2   | —   | Spanje                | 0   | 0 | 0 | 0 | 0   | 0  | 0  | 0   | Pot A   |
| 3   | 6   | Duitsland             | 3   | 3 | 0 | 0 | 9   | 18 | 1  | +17 | Pot A   |
| 4   | 9   | Slovenië              | 3   | 3 | 0 | 0 | 9   | 13 | 0  | +13 | Pot A   |
| 5   | 12  | Italië                | 3   | 3 | 0 | 0 | 9   | 10 | 0  | +10 | Pot A   |
| 6   | 10  | Bulgarije             | 3   | 3 | 0 | 0 | 9   | 8  | 0  | +8  | Pot A   |
| 7   | 13  | Engeland              | 3   | 2 | 1 | 0 | 7   | 10 | 2  | +8  | Pot A   |
| 8   | 7   | Zwitserland           | 3   | 2 | 1 | 0 | 7   | 9  | 1  | +8  | Pot A   |
| 9   | 5   | Ierland               | 3   | 2 | 1 | 0 | 7   | 9  | 2  | +7  | Pot B   |
| 10  | 1   | Turkije               | 3   | 2 | 1 | 0 | 7   | 10 | 4  | +6  | Pot B   |
| 11  | 2   | Tsjechië              | 3   | 2 | 1 | 0 | 7   | 7  | 2  | +5  | Pot B   |
| 12  | 3   | Luxemburg             | 3   | 2 | 1 | 0 | 7   | 6  | 2  | +4  | Pot B   |
| 13  | 8   | Griekenland           | 3   | 2 | 1 | 0 | 7   | 4  | 0  | +4  | Pot B   |
| 14  | 11  | Oekraïne              | 3   | 2 | 0 | 1 | 6   | 7  | 5  | +2  | Pot B   |
| 15  | 4   | Estland               | 3   | 2 | 0 | 1 | 6   | 3  | 4  | −1  | Pot B   |
| 16  | 1   | Denemarken            | 3   | 2 | 1 | 0 | 7   | 10 | 4  | +6  | Pot B   |
| 17  | 10  | Servië                | 3   | 2 | 0 | 1 | 6   | 12 | 2  | +10 | Pot C   |
| 18  | 11  | Portugal              | 3   | 2 | 0 | 1 | 6   | 9  | 3  | +6  | Pot C   |
| 19  | 6   | Rusland               | 3   | 2 | 0 | 1 | 6   | 9  | 3  | +6  | Pot C   |
| 20  | 3   | België                | 3   | 2 | 0 | 1 | 6   | 5  | 1  | +4  | Pot C   |
| 21  | 9   | Kosovo                | 3   | 2 | 0 | 1 | 6   | 2  | 1  | +1  | Pot C   |
| 22  | 12  | Schotland             | 3   | 2 | 0 | 1 | 6   | 6  | 7  | −1  | Pot C   |
| 23  | 2   | Zweden                | 3   | 1 | 2 | 0 | 5   | 12 | 4  | +8  | Pot C   |
| 24  | 13  | Slowakije             | 3   | 1 | 2 | 0 | 5   | 7  | 2  | +5  | Pot C   |
| 25  | 7   | Finland               | 3   | 1 | 2 | 0 | 5   | 6  | 2  | +4  | Pot D   |
| 26  | 5   | Polen                 | 3   | 1 | 2 | 0 | 5   | 3  | 2  | +1  | Pot D   |
| 27  | 8   | Frankrijk             | 3   | 1 | 1 | 1 | 4   | 4  | 2  | +2  | Pot D   |
| 28  | 4   | Georgië               | 3   | 1 | 1 | 1 | 4   | 2  | 2  | 0   | Pot D   |
| 29  | 7   | Bosnië en Herzegovina | 3   | 1 | 1 | 1 | 4   | 7  | 3  | +4  | Pot D   |
| 30  | 2   | Letland               | 3   | 1 | 1 | 1 | 4   | 6  | 4  | +2  | Pot D   |
| 31  | 4   | Hongarije             | 3   | 1 | 1 | 1 | 4   | 3  | 1  | +2  | Pot D   |
| 32  | 11  | Wales                 | 3   | 1 | 1 | 1 | 4   | 4  | 4  | 0   | Pot D   |

1. 1 2  Disciplinaire punten: Portugal −2, Rusland −5.

## Eliteronde

### Groep 1
De wedstrijden worden gespeeld tussen 24 en 30 maart in Nederland.
| Pos | Team        | Wed | W | G | V | Ptn | DV | DT | +/− | Kwalificatie                      |   | NED | HUN | GRE | SVK |
| --- | ----------- | --- | - | - | - | --- | -- | -- | --- | --------------------------------- | - | --- | --- | --- | --- |
| 1   | Nederland   | 3   | 1 | 2 | 0 | 5   | 3  | 1  | +2  | Geplaatst voor het hoofdtoernooi. |   | —   | 2–0 | 0–0 | 1–1 |
| 2   | Hongarije   | 3   | 1 | 1 | 1 | 4   | 4  | 4  | 0   |                                   |   | —   | —   | 1–1 | 3–1 |
| 3   | Griekenland | 3   | 0 | 3 | 0 | 3   | 2  | 2  | 0   |                                   | — | —   | —   | 1–1 |     |
| 4   | Slowakije   | 3   | 0 | 2 | 1 | 2   | 3  | 5  | −2  |                                   | — | —   | —   | —   |     |

### Groep 2
De wedstrijden werden gespeeld tussen 23 en 29 maart in Denemarken.
| Pos | Team        | Wed | W | G | V | Ptn | DV | DT | +/− | Kwalificatie                      |   | DEN | SWE | SUI | LAT |
| --- | ----------- | --- | - | - | - | --- | -- | -- | --- | --------------------------------- | - | --- | --- | --- | --- |
| 1   | Denemarken  | 3   | 2 | 1 | 0 | 7   | 10 | 4  | +6  | Geplaatst voor het hoofdtoernooi. |   | —   | 2–2 | 5–0 | 3–2 |
| 2   | Zweden      | 3   | 1 | 2 | 0 | 5   | 4  | 2  | +2  | Geplaatst voor het hoofdtoernooi. |   | —   | —   | 2–0 | 0–0 |
| 3   | Zwitserland | 3   | 1 | 0 | 2 | 3   | 1  | 7  | −6  |                                   |   | —   | —   | —   | 1–0 |
| 4   | Letland     | 3   | 0 | 1 | 2 | 1   | 2  | 4  | −2  |                                   | — | —   | —   | —   |     |

### Groep 3
De wedstrijden werden gespeeld tussen 23 en 29 maart in Schotland.
| Pos | Team      | Wed | W | G | V | Ptn | DV | DT | +/− | Kwalificatie                      |   | GER | SCO | GEO | CZE |
| --- | --------- | --- | - | - | - | --- | -- | -- | --- | --------------------------------- | - | --- | --- | --- | --- |
| 1   | Duitsland | 3   | 3 | 0 | 0 | 9   | 12 | 2  | +10 | Geplaatst voor het hoofdtoernooi. |   | —   | 4–0 | 3–0 | 5–2 |
| 2   | Schotland | 3   | 1 | 1 | 1 | 4   | 8  | 7  | +1  | Geplaatst voor het hoofdtoernooi. |   | —   | —   | 6–1 | 2–2 |
| 3   | Georgië   | 3   | 1 | 0 | 2 | 3   | 3  | 10 | −7  |                                   |   | —   | —   | —   | 2–1 |
| 4   | Tsjechië  | 3   | 0 | 1 | 2 | 1   | 5  | 9  | −4  |                                   | — | —   | —   | —   |     |

### Groep 4
De wedstrijden werden gespeeld tussen 23 en 29 maart in Bosnië en Herzegovina.
| Pos | Team                  | Wed | W | G | V | Ptn | DV | DT | +/− | Kwalificatie                      |   | ESP | BEL | BIH | EST |
| --- | --------------------- | --- | - | - | - | --- | -- | -- | --- | --------------------------------- | - | --- | --- | --- | --- |
| 1   | Spanje                | 3   | 3 | 0 | 0 | 9   | 9  | 1  | +8  | Geplaatst voor het hoofdtoernooi. |   | —   | 1–0 | 4–1 | 4–0 |
| 2   | België                | 3   | 2 | 0 | 1 | 6   | 14 | 2  | +12 | Geplaatst voor het hoofdtoernooi. |   | —   | —   | 6–0 | 8–1 |
| 3   | Bosnië en Herzegovina | 3   | 1 | 0 | 2 | 3   | 3  | 11 | −8  |                                   |   | —   | —   | —   | 2–1 |
| 4   | Estland               | 3   | 0 | 0 | 3 | 0   | 2  | 14 | −12 |                                   | — | —   | —   | —   |     |

### Groep 5
De wedstrijden werden gespeeld tussen 23 en 29 maart in Luxemburg.
| Pos | Team      | Wed | W | G | V | Ptn | DV | DT | +/− | Kwalificatie                      |  | FRA | LUX | ENG | RUS |
| --- | --------- | --- | - | - | - | --- | -- | -- | --- | --------------------------------- |  | --- | --- | --- | --- |
| 1   | Frankrijk | 2   | 2 | 0 | 0 | 6   | 5  | 1  | +4  | Geplaatst voor het hoofdtoernooi. |  | —   | 2–0 | 3–1 | X   |
| 2   | Luxemburg | 2   | 1 | 0 | 1 | 3   | 2  | 2  | 0   | Geplaatst voor het hoofdtoernooi. |  | —   | —   | 2–0 | X   |
| 3   | Engeland  | 2   | 0 | 0 | 2 | 0   | 1  | 5  | −4  |                                   |  | —   | —   | —   | X   |
| 4   | Rusland   | 0   | 0 | 0 | 0 | 0   | 0  | 0  | 0   | Uitgesloten van deelname.         |  | —   | —   | —   | —   |

### Groep 6
De wedstrijden werden gespeeld tussen 20 en 26 april in Italië.
| Pos | Team     | Wed | W | G | V | Ptn | DV | DT | +/− | Kwalificatie                      |   | ITA | POL | UKR | KOS |
| --- | -------- | --- | - | - | - | --- | -- | -- | --- | --------------------------------- | - | --- | --- | --- | --- |
| 1   | Italië   | 3   | 3 | 0 | 0 | 9   | 5  | 1  | +4  | Geplaatst voor het hoofdtoernooi. |   | —   | 1–0 | 3–1 | 1–0 |
| 2   | Polen    | 3   | 2 | 0 | 1 | 6   | 5  | 4  | +1  |                                   |   | —   | —   | 3–2 | 2–1 |
| 3   | Oekraïne | 3   | 1 | 0 | 2 | 3   | 5  | 6  | −1  |                                   | — | —   | —   | 2–0 |     |
| 4   | Kosovo   | 3   | 0 | 0 | 3 | 0   | 1  | 5  | −4  |                                   | — | —   | —   | —   |     |

### Groep 7
De wedstrijden werden gespeeld tussen 23 en 26 maart in Slovenië.
| Pos | Team     | Wed | W | G | V | Ptn | DV | DT | +/− | Kwalificatie                      |   | SRB | TUR | SLO | WAL |
| --- | -------- | --- | - | - | - | --- | -- | -- | --- | --------------------------------- | - | --- | --- | --- | --- |
| 1   | Servië   | 3   | 2 | 1 | 0 | 7   | 9  | 6  | +3  | Geplaatst voor het hoofdtoernooi. |   | —   | 3–2 | 2–2 | 4–2 |
| 2   | Turkije  | 3   | 2 | 0 | 1 | 6   | 11 | 8  | +3  | Geplaatst voor het hoofdtoernooi. |   | —   | —   | 4–3 | 5–2 |
| 3   | Slovenië | 3   | 1 | 1 | 1 | 4   | 10 | 6  | +4  |                                   |   | —   | —   | —   | 5–0 |
| 4   | Wales    | 3   | 0 | 0 | 3 | 0   | 4  | 14 | −10 |                                   | — | —   | —   | —   |     |

### Groep 8
De wedstrijden werden gespeeld tussen 23 en 29 maart in Portugal.
| Pos | Team      | Wed | W | G | V | Ptn | DV | DT | +/− | Kwalificatie                      |   | POR | BUL | FIN | IRL |
| --- | --------- | --- | - | - | - | --- | -- | -- | --- | --------------------------------- | - | --- | --- | --- | --- |
| 1   | Portugal  | 3   | 3 | 0 | 0 | 9   | 15 | 3  | +12 | Geplaatst voor het hoofdtoernooi. |   | —   | 2–1 | 9–1 | 4–1 |
| 2   | Bulgarije | 3   | 1 | 1 | 1 | 4   | 4  | 4  | 0   | Geplaatst voor het hoofdtoernooi. |   | —   | —   | 1–0 | 2–2 |
| 3   | Finland   | 3   | 1 | 0 | 2 | 3   | 4  | 12 | −8  |                                   |   | —   | —   | —   | 3–2 |
| 4   | Ierland   | 3   | 0 | 1 | 2 | 1   | 5  | 9  | −4  |                                   | — | —   | —   | —   |     |

Jeugd-EK's: onder 21 · onder 19       Jeugd-WK's: onder 20 · onder 17